# Đại học Saitama

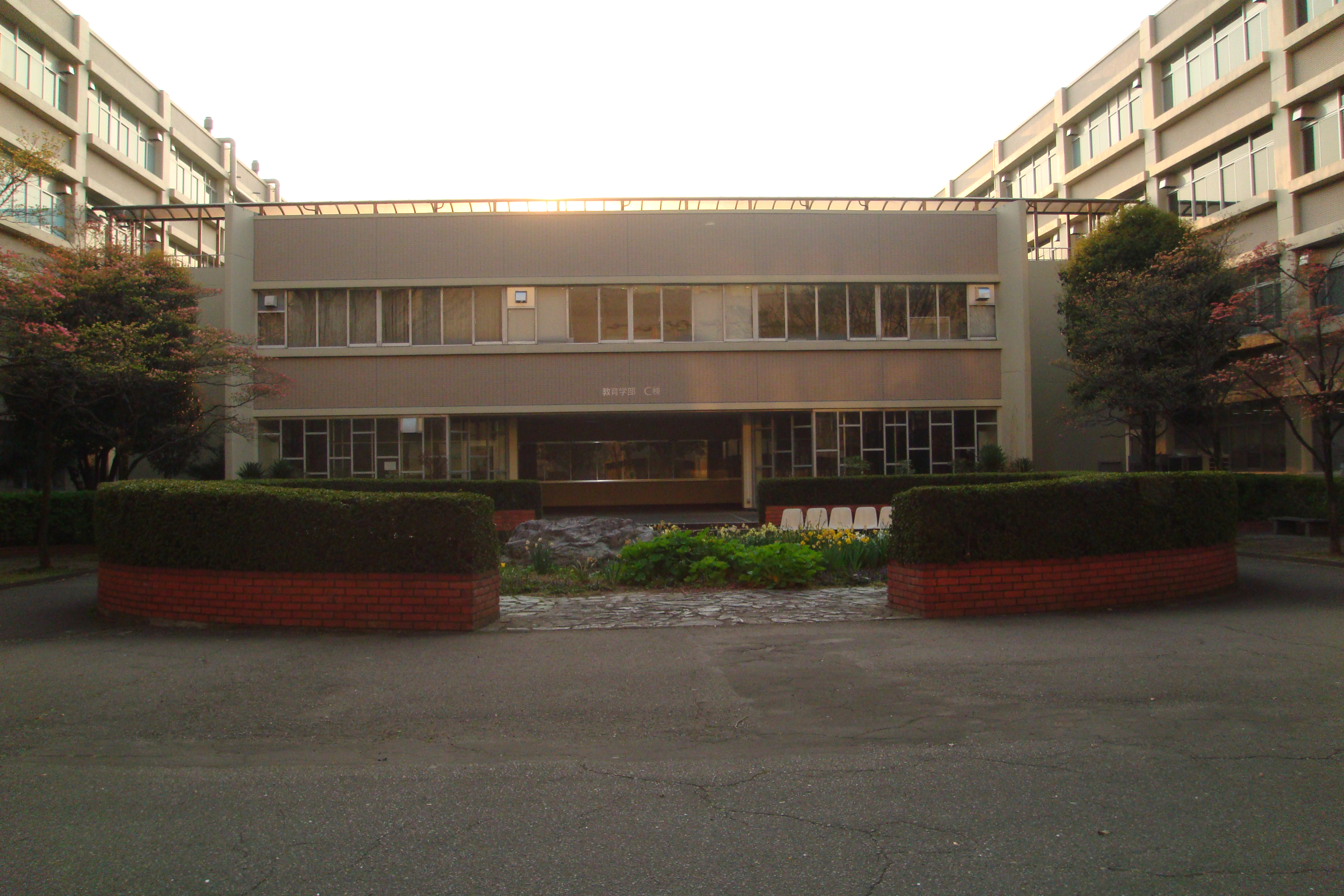
Góc nhìn của

Đại học Saitama là đại học quốc gia tọa lạc tại Sakura-ku thuộc tỉnh Saitama, Nhật Bản, tên thường gọi là "Sandai", thành lập vào năm 1949, trường được biết đến là một trong những ngôi trường cổ và danh tiếng tại Nhật Bản. Hiện nay trường có 5 khoa là: Giáo dục, Mỹ thuật, Kinh tế, Khoa học và Kỹ thuật.

## Lịch sử
Trường đại học Saitama được thành lập năm 1949 từ sự hợp nhất của ba ngôi trường khác nhau gồm: trường trung học Urawa (1921), trường trung học Saitama (1873), trường tiểu học Saitama (1922).

## Các cơ sở
Trường Okubo khuôn viên trường Okubu là khuôn viên chính của trường đại học Saitama và có thể đi bằng xe buýt từ nhà ga Minami-Yono, nhà ga Kita-Urawa, hoặc ga Shiki, ngoài ra còn có các điểm trường khác: Cao đẳng Omiya (từ nhà ga Omiya), Cao đẳng Tokyo (từ ga Tokyo).
Chính nhờ lợi thế các trường đại học, cao đẳng nằm cùng nhau trong khuôn viên Okubo tạo ra một môi trường thuận lợi cho giáo dục, nghiên cứu, các hoạt động ngoại khóa cũng như nâng cao đời sống sinh viên.

## Các lĩnh vực nghiên cứu
- Quản lý cơ sở hạ tầng
- Kế hoạch giao thông vận tải
- Kỹ thuật môi trường
- Kỹ thuật sinh thái ven biển và kỹ thuật biển
- Thủy lực
- Kỹ thuật tài nguyên nước
- Địa chất
- Kỹ thuật và vật liệu xây dựng